# Paige VanZant
Paige Sletten (née  le 26 mars 1994 à Dayton,  Oregon)  est une pratiquante d'arts martiaux mixtes et une catcheuse américaine. Elle travaille actuellement à la All Elite Wrestling et l'UFC, sous le nom de Paige VanZant.

## Biographie

### Jeunesse
Paige Sletten grandit sur la côté de l'Oregon. Elle commence à danser à l'âge de trois ans dans le studio de danse de ses parents. Jeune, elle fait du paddle, de la randonnée pédestre et du vélo tout-terrain.
Dans sa première année en high school, Paige Sletten est harcelée. Elle écrit dans sa biographie Rise: Surviving the Fight of My Life avoir été violée par plusieurs garçons lors d'une soirée alors qu'elle a 14 ans,. Après cette agression, le harcèlement qu'elle subit se multiplie. Appelée « Paige Slutton » par des camarades lycéens, elle décide de changer son nom pour VanZant. Elle déclare également combattre des pensées suicidaires et que les arts martiaux mixtes lui ont sauvé la vie.

### Premiers combats (2012-2013)
Le 5 janvier 2013, Paige VanZant affronte Tecia Torres à l'Invicta FC 4. Le combat se déroule au Memorial Hall de Kansas City. Dominée durant la majeure partie du combat, VanZant s'incline par décision unanime.

### Débuts à l'Ultimate Fighting Championship(2014-2015)
Début août 2014, l'Ultimate Fighting Championship (UFC) annonce qu'une rencontre a été programmée à l'UFC Fight Night 54 du 4 octobre 2014 entre les poids paille Paige VanZant et Kailin Curran.
Vingt jours plus tard, le combat est reporté pour que VanZant puisse se rétablir d'une blessure.
Le 22 novembre 2014, Paige VanZant participe pour la première fois à un événement UFC. Lors de l'UFC Fight Night 57 organisé à Austin, elle domine l'Américaine Kailin Curran par KO technique au troisième round. Il s'agit de la première victoire par arrêt de l'arbitre dans la jeune division.
L'UFC octroie un bonus de 50 000 $ à chacune des deux protagonistes au titre du combat de la soirée.
Après ce premier combat à l'UFC, les attentes sont telles qu'elle est l'une des six athlètes à obtenir un contrat avec l'équipementier Reebok avec Johny Hendricks, Jon Jones, Conor McGregor, Anthony Pettis et Ronda Rousey, tous détenteurs d'une ceinture de champion.
Opposée à Rose Namajunas en tête d'affiche d'une soirée UFC Fight Night début décembre 2015, elle s'incline après une âpre bataille de cinq rounds sur une soumission par étranglement arrière.
52 kilos et 600 grammes. C'est le poids maximal qu'elle dut afficher vers 2016 pour combattre à une soirée "UFC". Et pour éliminer quelques grammes, elle dut se faire peser entièrement nue[style à revoir].

### Dancing with the Stars(2016)
Participante de la vingt-deuxième saison de l'émission américaine Dancing with the Stars, elle est la candidate préférée du public qui vote pour faire avancer les candidats. Associé au danseur Mark Ballas, elle termine finaliste de la compétition, battue par le mannequin Nyle DiMarco.

### All Elite Wrestling (2022-...)
Le 10 mars 2022 à Dynamite, elle fait ses débuts à la All Elite Wrestling, en tant que Heel, en attaquant Tay Conti, après le match entre Sammy Guevara et Scorpio Sky pour le titre TNT de la AEW, conservé par le premier. Elle signe également officiellement avec la compagnie. 
Le 29 mai à Double or Nothing, Ethan Page, Scorpio Sky et elle battent Frankie Kazarian, Sammy Guevara et Tay Conti dans un 6-Person Tag Team Match. Elle effectue, ce soir-là, un Tweener Turn.

## Vie privée
En octobre 2018, Paige VanZant se marie avec Austin Vanderford, ancien champion américain de lutte devenu combattant d'arts martiaux mixtes. Son mari est également son entraîneur et son partenaire d'entraînement, lui permettant de s'entraîner partout. En 2019, elle pose comme mannequin pour le célèbre magazine Sports Illustrated Swimsuit Issue.

## Palmarès en martiaux mixtes
| 13 combats     | 8 victoires | 5 défaites |
| Par KO         | 2           | 0          |
| Par soumission | 3           | 3          |
| Sur décision   | 3           | 2          |

| Résultat | Record | Adversaire           | Méthode                                     | Événement                              | Date              | Round | Temps | Lieu                                    | Notes                     |
| -------- | ------ | -------------------- | ------------------------------------------- | -------------------------------------- | ----------------- | ----- | ----- | --------------------------------------- | ------------------------- |
| Défaite  | 8-5    | Amanda Ribas         | Soumission (clé de bras)                    | UFC 251: Usman vs. Masvidal            | 12 juillet 2020   | 1     | 2:21  | Abou Dabi, Émirats arabes unis          |                           |
| Victoire | 8-4    | Rachael Ostovich     | Soumission (clé de bras)                    | UFC on Fox: Cejudo vs.Dillashaw        | 19 janvier 2019   | 2     | 1:51  | Brooklyn, New York, États-Unis          |                           |
| Défaite  | 7-4    | Jessica-Rose Clark   | Décision unanime                            | UFC Fight Night: Stephens vs. Choi     | 14 janvier 2018   | 3     | 5:00  | Saint-Louis, Missouri, États-Unis       |                           |
| Défaite  | 7-3    | Michelle Waterson    | Soumission technique (étranglement arrière) | UFC on Fox: VanZant vs. Waterson       | 17 décembre 2016  | 1     | 3:21  | Sacramento, Californie, États-Unis      |                           |
| Victoire | 7-2    | Bec Rawlings         | KO (head kick et coups de poing)            | UFC on Fox: Maia vs. Condit            | 27 août 2016      | 2     | 0:17  | Vancouver, Colombie-Britannique, Canada | Performance de la soirée. |
| Défaite  | 6–2    | Rose Namajunas       | Soumission (étranglement arrière)           | UFC Fight Night: Namajunas vs. VanZant | 10 décembre 2015  | 5     | 2:25  | Las Vegas, Nevada, États-Unis           |                           |
| Victoire | 6-1    | Alex Chambers        | Soumission (clé de bras)                    | UFC Fight 191: Johnson vs. Dodson 2    | 5 septembre 2015  | 3     | 1:01  | Las Vegas, Nevada, États-Unis           |                           |
| Victoire | 5-1    | Felice Herrig        | Décision unanime                            | UFC on Fox: Machida vs. Rockhold       | 18 avril 2015     | 3     | 5:00  | Newark, New Jersey, États-Unis          |                           |
| Victoire | 4-1    | Kailin Curran        | TKO (coups de poing)                        | UFC Fight Night: Edgar vs. Swanson     | 22 novembre 2014  | 3     | 2:54  | Austin, Texas, États-Unis               | Combat de la soirée.      |
| Victoire | 3-1    | Courtney Himes       | Soumission (étranglement arrière)           | BCP: Cage Warriors 15                  | 6 avril 2013      | 1     | 2:21  | Grand Junction, Colorado, États-Unis    |                           |
| Défaite  | 2-1    | Tecia Torres         | Décision unanime                            | Invicta FC 4: Esparza vs. Hyatt        | 5 janvier 2013    | 3     | 5:00  | Kansas City, Kansas, États-Unis         |                           |
| Victoire | 2-0    | Amber Stautzenberger | Décision unanime                            | Premier Fight Series 2                 | 22 septembre 2012 | 3     | 5:00  | Fort Worth, Texas, États-Unis           |                           |
| Victoire | 1-0    | Jordan Nicole Gaza   | Décision partagée                           | UWF: Tournament of The Warriors Finale | 30 juin 2012      | 3     | 5:00  | Corpus Christi, Texas, États-Unis       |                           |